# Chuquichambi
Chuquichambi ist eine Ortschaft im Departamento Oruro im Hochland des südamerikanischen Anden-Staates Bolivien.

## Lage im Nahraum
Chuquichambi ist zentraler Ort des Cantón Chuquichambi im Municipio Huayllamarca in der Provinz Nor Carangas. Der Ort liegt auf einer Höhe von 3767 m am Flussdurchbruch des Río Chuquichambi durch die Serranía de Huayllamarca, einem etwa 100 km langen Höhenrücken, der sich auf dem Altiplano in nordwestlich-südöstlicher Richtung erstreckt. Der Río Chuquichambi fließt in südöstlicher Richtung zum Río Juchuy Jahuira, der flussabwärts in den Poopó-See mündet.

## Geographie
Chuquichambi liegt zwischen den andinen Höhenzügen der Cordillera Oriental im Westen und der Cordillera Occidental im Osten im andinen Trockenklima des Altiplano.
Der mittlere Jahresniederschlag beträgt etwa 330 mm und fällt zu 80 Prozent in den Monaten Dezember bis März (siehe Klimadiagramm Huayllamarca). Die Jahresdurchschnittstemperatur liegt bei knapp 8 °C, die monatlichen Durchschnittswerte schwanken zwischen 4 °C im Juni/Juli und etwa 10 °C von November bis März.

## Verkehrsnetz
Chuquichambi liegt in einer Entfernung von 86 Straßenkilometern nordwestlich von Oruro, der Hauptstadt des gleichnamigen Departamentos.
Von Oruro aus führt die asphaltierte Nationalstraße Ruta 31 in westlicher Richtung über La Joya und Lajma nach Chuquichambi. Die Ruta 31 führt von hier aus nach Nordwesten zur Provinzhauptstadt Huayllamarca und von dort weiter über Totora nach Curahuara de Carangas, wo sie auf die Ruta 4 Richtung Chile trifft.

## Bevölkerung
Die Einwohnerzahl des Ortes ist in den vergangenen beiden Jahrzehnten auf das Doppelte angestiegen:
| Jahr | Einwohner | Quelle       |
| ---- | --------- | ------------ |
| 1992 | 135       | Volkszählung |
| 2001 | 249       | Volkszählung |
| 2012 | 280       | Volkszählung |
| 2024 |           | Volkszählung |

Die überwiegende Bevölkerungsmehrheit der Region gehört dem indigenen Volk der Aymara an, im Municipio Huayllamarca sprechen 96 Prozent der Bevölkerung Aymara.